# 乔安妮·杰克逊

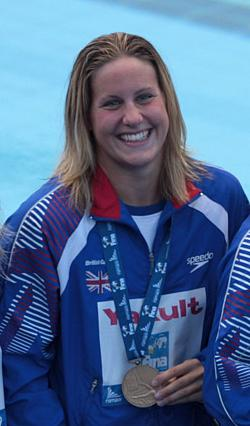
英国游泳运动员乔安妮·杰克逊，2009年世锦赛4x200米接力赛的铜牌获得者。

乔安妮·杰克逊（英語：Joanne Jackson，1986年9月12日—）是一名英国女子游泳运动员，主攻中长距离自由泳。她曾参加2004年、2008年和2012年三届奥运，其中在2008年北京奥运期间收获一枚铜牌。